# Exosphaeroma serventii
Exosphaeroma serventii är en kräftdjursart som beskrevs av Baker 1928. Exosphaeroma serventii ingår i släktet Exosphaeroma och familjen klotkräftor. Inga underarter finns listade i Catalogue of Life.